# ТЕЦ Фадхілі
27°7′9″ пн. ш. 49°4′21″ сх. д. / 27.11917° пн. ш. 49.07250° сх. д.
ТЕЦ Фадхілі — теплова електростанція у Саудівській Аравії, яка обслуговує один з виробничих об’єктів компанії Saudi Aramco. 
У 2010-х роках в межах проекту масштабного нарощування видобутку газу на східному узбережжі Саудівської Аравії спорудили газопереробний завод Фадхілі. За напрацьованою у 21 столітті практикою Saudi Aramco забезпечила його власною теплоелектроцентраллю, яка стала до ладу в 2019 – 2020 роках.  
ТЕЦ Фадхілі має п’ять газових турбін, що через відповідну кількість котлів-утилізаторів живлять 2 парові турбіни сукупною потужність 418 МВт. Окрім виробництва 1520 МВт електроенергії (з яких 400 МВт споживає газопереробний завод) станція може щогодини продукувати 1447 тон технологічної пари та 769 тон підготованої води. 
Як паливо ТЕЦ споживає природний газ пониженої калорійності, який ГПЗ Фадхілі отримує з родовища Хурсанія.
У загальну мережу електроенергія видається по ЛЕП, що працює під напругою 380 кВ.
Проект реалізували зазначена вище Saudi Aramco (30%), французька ENGIE (40%) та саудійська електроенергетична Saudi Electricity Company (30%).